# José Carlos Granero Granero
José Carlos Granero Granero (nascut el 27 de maig de 1963) és un exfutbolista professional espanyol que jugava com a lateral dret o de defensa central, i actualment és entrenador de futbol.
Era conegut com un especialista en ascensos, aconseguint l'ascens quatre vegades a Segona Divisió B i Segona Divisió, i dos més a la Xina més tard en la seva carrera.

## Carrera com a jugador
Nascut a Xella, Canal de Navarrès, Granero va passar sis anys amb el gegant local València CF, però va estar principalment associat amb el filial, la seva millor producció van ser 15 aparicions a la campanya 1984–85 (set com a titular). Va debutar a la Lliga el 15 de gener de 1984, en una derrota per 2-1 fora de casa contra el Real Valladolid.
Granero va deixar l'equip Xe el 1986, després va passar un parell d'anys a Segona Divisió amb el Recreativo de Huelva, sense jugar cap partit a la temporada 1987-88. Es va retirar el 1994 als 31 anys després d'etapes amb el CD Alcoyano i el Benidorm CD –Segona Divisió B– i el CD Xàbia amateur, tots a la seva regió natal.

## Carrera d'entrenador
Granero va començar a entrenar amb el seu últim club, passant a treballar a les lligues inferiors les temporades següents. El 1996, va portar el Llíria CF al primer lloc de la temporada regular de Tercera Divisió, i posteriorment va desfer-se del FC Cartagena, el FC Santboià i la UE Poblera als playoffs d'ascens ; encara a finals dels 90, va aconseguir l'ascens a la tercera divisió amb l'Ontinyent CF, el Benidorm i el Novelda CF.
La temporada 2007-08, Granero va estar a càrrec de l'Alacant CF, que va tornar a segona divisió després de 50 anys d'absència. No va poder evitar el descens instantani la temporada següent (va ser acomiadat a mitja temporada i va ser reincorporat poc després), i va córrer exactament la mateixa sort amb la SD Ponferradina (ascens el 2010 seguit de descens).
El 18 d'octubre de 2011, Granero va ser nomenat entrenador del Deportivo Alavés a la tercera divisió, després que Luis de la Fuente fos destituït. Va deixar l'estadi de Mendizorrotza el juny següent, i va continuar treballant en aquest nivell les dues temporades següents amb el Real Oviedo.
El 28 de maig de 2014, Granero va ser fitxat com a entrenador del Veria FC, ja que el director de futbol de l'equip de la Superlliga de Grècia era el seu compatriota Quique Hernández. Després va tornar al seu país, on va dirigir dos equips de la tercera divisió.
Granero va tornar a l'estranger el 24 de novembre de 2017, fitxant per a l'any següent pel Chengdu Better City FC, que havia estat descendit a la quarta divisió de la Xina. Va aconseguir dos ascensos immediats consecutius a la League One del país.

## Vida personal
El germà petit de Granero, Roberto, va ser un migcampista que va jugar durant més d'una dècada a la tercera divisió. Més tard va entrenar, com a ajudant de José Carlos i per mèrits propis.
El seu fill, Borja, també va ser futbolista, i tots tres van ser jugadors juvenils del València.